# Kellie-Jay Keen-Minshull
Kellie-Jay Keen-Minshull, ook bekend onder de naam Posie Parker, is een Brits genderkritisch activiste, die vaak wordt omschreven als een anti-transactivist. Ze richtte de actiegroep Standing for Women op. Ze populariseerde de term adult human female om een vrouw te definiëren. Deze term werd later vereenzelvigd met genderkritisch feminisme.

## Ideeën
Kellie-Jay Keen-Minshull was een van de vroege critici die bezwaar maakten tegen de stelling dat transvrouwen vrouwen zijn. Ze bedacht een serie acties om aandacht te vestigen op haar bezwaren. Dit begon met een advertentie in een krant waarin ze de definitie van vrouw uit het woordenboek had overgenomen als tekst voor de krantenruimte. Transrechtenactivisten reageerden hierop en hierdoor kreeg ze meer aandacht en donaties voor grotere acties als posters en stickers drukken en billboards afhuren met dezelfde tekst.
Keen-Minshull is een fel tegenstander van het toedienen van puberteitsremmers en geslachtsaanpassende operaties en borstamputaties bij minderjarigen die claimen transgender te zijn. Het gebruik van 'pronouns' op basisscholen ziet zij als een vorm van gaslighting.
Keen-Minshull is ook verweten dat ze zou flirten met ideeën van blanke suprematie. Zo maakte ze een selfie met een bekende Noorse neonazi die de Holocaust ontkende en was ze te zien in een YouTube-video van de Franse youtuber Jean-François Gariépy, die zich sterk maakt voor een "witte etnostaat". Naar eigen zeggen wist ze echter niet wie deze mensen waren toen ze met hen sprak. Over Gariépy verklaarde ze: "Voor blanke suprematie en het racisme dat daaraan ten grondslag ligt, is geen plaats in een beschaafde samenleving. Als voorvechter van de vrijheid van meningsuiting denk ik dat een dialoog, zelfs met mensen met de meest weerzinwekkende vooroordelen, essentieel is."

## Activisme

### Let Women Speak
Keen-Minshull organiseert over de hele wereld "Let Women Speak"-bijeenkomsten, waarmee ze een platform geeft aan vrouwen die zich uitspreken tegen de "genderideologie". Bij de bijeenkomsten in Melbourne en Auckland doken extreemrechtse groeperingen en neonazi's op, waarbij zelfs de Hitlergroet werd gebracht. Keen-Minshull zei tegen de Herald dat ze niet wist waarom de neonazi's bij haar rally's opdoken en veroordeelde ook hun wereldbeeld en activisme. Na de rally in Auckland brak Keen-Minshull haar tournee af, omdat zijzelf bij deze demonstratie sap over zich heen gegooid had gekregen door een tegendemonstrant. Daarnaast maakten de transactivisten haar het spreken onmogelijk. In reactie op dit voorval nam J. K. Rowling het voor haar op.

### Party of Women
Na de rally in Auckland kondigde Keen-Minshull aan dat ze een nieuwe politieke partij zou oprichten, de Party of Women. Ze kondigde aan tegen Keir Starmer om zijn kiesdistrict te willen strijden bij de Britse Lagerhuisverkiezingen 2024 en hem op die manier te willen dwingen wat antwoorden te geven. Uiteindelijk maakte ze bekend te gaan strijden voor de zetel van het kiesdistrict van Bristol. Bij de verkiezingen kwam ze terecht op de laatste plaats van het district en vergaarde ze 196 stemmen.